# 야스카와촌
야스카와촌(安川村)은 일본 후쿠오카현 아사쿠라군에 설치되었던 촌이다. 현재의 아사쿠라시의 일부에 해당한다.